# 送你一朵东方茉莉
送你一朵东方茉莉是由宋祖英演唱的歌曲，此曲创作于2008年初，也是2008年北京奥运会推荐歌曲之一，2009年该曲在中央电视台春节联欢晚会上演唱并对歌词做出调整，同年，获“五个一工程奖”